# Ectemnonotum tricoloriforme
Ectemnonotum tricoloriforme är en insektsart som beskrevs av Schmidt 1909. Ectemnonotum tricoloriforme ingår i släktet Ectemnonotum och familjen spottstritar. Inga underarter finns listade i Catalogue of Life.